# Bobzin
Bobzin település Németországban, Mecklenburg-Elő-Pomeránia tartományban. Lakosainak száma 258 fő (2023. december 31.).

## Népesség
A település népességének változása:
| Lakosok száma | 248  | 261  | 265  | 256  | 254  | 258  |
|               | 2014 | 2017 | 2019 | 2021 | 2022 | 2023 |